# Phố Downing
Downing Street (Phố Downing) ở London, Anh là nơi đặt những dinh thự chính thức của hai trong số các bộ trưởng cao cấp nhất Nội các Anh quốc: Đệ nhất huân tước Ngân khố, chức vụ tương đương với Thủ tướng Anh ngày nay; và Đệ nhị huân tước Ngân khố, một chức vụ tương đương Bộ trưởng Tài chính Anh ngày nay. Căn nhà số 10 phố Downing là chỗ ở của Thủ tướng Anh. Căn nhà số 11 thuộc về Bộ trưởng Tài chính. Riêng căn nhà số 9 được đặt tên vào năm 2001 trở thành lối vào của Văn phòng Hội đồng Cơ mật Anh. Trong khi đó, căn nhà số 12 trước đây là văn phòng của các Nghị viên Anh thì nay trở thành cơ quan báo chí của Thủ tướng.
Phố Downing tọa lạc tại khu vực Whitehall (nơi có nhiều cơ quan chính quyền) ở trung tâm London, cách tòa nhà Quốc hội khoảng một vài phút đi bộ và ở mé bên Cung điện Buckingham. Phố Downing được xây dựng và đặt tên theo Sir George Downing (1632-1689), vốn là một người lính và một nhà ngoại giao dưới thời Bảo hộ Oliver Cromwell và Quốc vương Charles II. Nhờ có công phục vụ vua, ông được ban thưởng một khu đất gần công viên St James - nơi hiện giờ con đường Downing tọa lạc. Vào thế kỷ 19, các căn nhà ở một bên phố Downing được dành cho Thủ tướng, Bộ trưởng Tài chính trong khi bên còn lại dành cho các văn phòng ngoại giao. Những năm 1950-1960, chính phủ cũng có cân nhắc kế hoạch phá bỏ tất cả các văn phòng ngoại giao và phần còn lại của con đường Downing để xây dựng những tòa nhà khác hiện đại hơn. Tuy nhiên, kế hoạch trên đã không thực hiện được và bị bỏ từ lâu.
"Downing Street" thường được sử dụng như là một hoán dụ cho Chính phủ Anh.